# 肯柏旅
肯柏旅（Kemper Brigade）是美國南北戰爭時邦聯軍隊中的一支軍旅。屬第一兵團，由詹姆斯·勞森·肯柏(James Lawson Kemper) 准將指揮，參與過不少主要戰役。

## 組織
- 維吉尼亞州第一步兵團
- 維吉尼亞州第三步兵團
- 維吉尼亞州第七步兵團
- 維吉尼亞州第十一步兵團
- 維吉尼亞州第二十四步兵團

## 戰役
- 約克鎮之役
- 威廉斯堡之役
- 南山之役
- 安提耶坦戰役
- 弗德堡之役
- 錢斯勒斯維爾之役
- 葛底斯堡之役

肯柏在蓋茨堡之役的第三天參與皮克特衝鋒，結果受傷倒下，被俘三個月，但因其膽色獲聯邦政府起用，直至內戰結束。

## 外部連結
- http://www.virtualgettysburg.com/exhibit/monuments/pages/ct023.html （页面存档备份，存于）
- http://aotw.org/officers.php?unit_id=68 （页面存档备份，存于）